# Blechnum guayanense
Blechnum guayanense är en kambräkenväxtart som beskrevs av A. Rojas. Blechnum guayanense ingår i släktet Blechnum och familjen Blechnaceae. Inga underarter finns listade.